# 白喉䳍
白喉䳍（学名：Tinamus guttatus）是䳍形目䳍科的一种鸟类。

## 特征
白喉䳍体重约686.18克，翼长约195.4毫米，嘴峰长约33.1毫米，喙宽度约5毫米，喙厚度约5.3毫米，跗蹠长约57.6毫米，尾长约75.6毫米。白喉䳍在其分布区内为留鸟，其栖息在密集的高大的树木组成的森林中。食性为草食性。

## 分布
哥伦比亚东南部和委内瑞拉南部到玻利维亚北部和巴西亚马逊州。